# Comté de Portneuf
Pour les articles homonymes, voir Portneuf.
Le comté de Portneuf était un comté municipal du Québec ayant existé entre 1855 et 1er janvier 1982. 
Le territoire qu'il couvrait est aujourd'hui compris dans les régions administratives de la Capitale-Nationale et de la Mauricie et correspond à l'actuelle municipalité régionale de comté (MRC) de Portneuf plus une petite partie des MRC de Mékinac et de La Jacques-Cartier ainsi que de l'agglomération de Québec. Son chef-lieu était la municipalité de Cap-Santé.

## Municipalités situées dans le comté
- Cap-Santé (créé en 1855 sous le nom de Sainte-Famille; renommé Cap-Santé en 1979[3])
- Deschambault (détaché de Saint-Joseph-de-Deschambault en 1951; fusionné avec Grondines pour former Deschambault-Grondines en 2002[4])
- Donnacona (détaché de Saint-Jean-Baptiste-des-Écureuils en 1915[5])
- Fossambault-sur-le-Lac (détaché de Sainte-Catherine-de-Fossambault en 1949[6])
- Lac-Saint-Joseph (détaché de Sainte-Catherine-de-Fossambault en 1936[7])
- Lac-Sergent (détaché de Saint-Raymond et de Sainte-Catherine-de-Fossambault en 1921[8],[9])
- Les Écureuils (créé en 1855 sous le nom de Saint-Jean-Baptiste-des-Écureuils; renommé Les Écureuils en 1949; fusionné à Donnacona en 1967[5])
- Montauban (détaché de Notre-Dame-des-Anges-de-Montauban en 1919; regroupé avec Notre-Dame-des-Anges en 1976 pour former Notre-Dame-de-Montauban[10])
- Neuville (détaché de Saint-François-de-Sales en 1919[11])
- Notre-Dame-de-Portneuf (détaché de Sainte-Famille et de Saint-Joseph-de-Deschambault en 1863; fusionné à Portneuf en 2002[12])
- Notre-Dame-de-Montauban (formé en 1976 du regroupement de Notre-Dame-des-Anges et de Montauban[10])
- Notre-Dame-des-Anges (détaché de Notre-Dame-des-Anges-de-Montauban en 1919; regroupé avec Montauban en 1976 pour former Notre-Dame-de-Montauban[10])
- Notre-Dame-des-Anges-de-Montauban (créé en 1882; fusionné à Notre-Dame-des-Anges en 1969[10])
- Pont-Rouge (détaché de Sainte-Jeanne-de-Neuville en 1911 sous le nom de Sainte-Jeanne-de-Neuville, municipalité de village; renommé Pont-Rouge en 1918[13])
- Portneuf (détaché de la municipalité de paroisse de Notre-Dame-de-Portneuf en 1914 sous le nom de village de Notre-Dame-de-Portneuf; renommé Portneuf en 1961[12])
- Rivière-à-Pierre (créé en 1897 sous le nom de municipalité du canton de Bois; renommé Rivière-à-Pierre en 1948[14])
- Saint-Alban (détaché de la municipalité de paroisse de Saint-Alban-d'Alton en 1918[15])
- Saint-Alban-d'Alton (détaché de Saint-Joseph-de-Deschambault en 1860; fusionné à Saint-Alban en 1991[15])
- Saint-Augustin-de-Desmaures (créé en 1855; intégré à la Communauté urbaine de Québec en 1969; regroupé avec douze autres municipalités pour former la nouvelle ville de Québec en 2002; re-créé en 2006[16])
- Saint-Basile (créé en 1855[17])
- Saint-Basile-Sud (détaché de Saint-Basile en 1948; fusionné de nouveau à Saint-Basile en 2000[17])
- Saint-Casimir (municipalité de paroisse créée en 1855; regroupé avec la municipalité de village en 2000[18])
- Saint-Casimir (municipalité de village détachée de celle de paroisse en 1912; regroupé avec celle-ci en 2000[18])
- Saint-Casimir-Est (détaché de la municipalité de paroisse de Saint-Casimir en 1913; fusionné de nouveau à celle-ci en 1981[18])
- Saint-Charles-des-Grondines (la municipalité de paroisse a été créée en 1855; la municipalité de village s'en est détachée en 1912; les deux ont été fusionnées en 1984 sous le nom de Grondines[19])
- Sainte-Catherine-de-Fossambault (créé en 1855; renommé Sainte-Catherine-de-la-Jacques-Cartier en 1984[20],[21])
- Sainte-Christine-d'Auvergne (détaché de Saint-Raymond-Nonnat, Saint-Basile et Notre-Dame-de-Portneuf en 1896[22])
- Sainte-Jeanne-de-Pont-Rouge (détaché de Saint-François-de-Sales en 1868 sous le nom de Sainte-Jeanne-de-Neuville; renommé Sainte-Jeanne-de-Pont-Rouge en 1959; fusionné à Pont-Rouge en 1996[13])
- Saint-François-de-Sales (aussi connu sous le nom de Pointe-aux-Trembles; créé en 1855; fusionné à Neuville en 1997[11])
- Saint-Gilbert (détaché de Saint-Alban et de Saint-Joseph-de-Deschambault em 1893[23])
- Saint-Joseph-de-Deschambault (créé en 1855; fusionné à Deschambault en 1989[4])
- Saint-Léonard-de-Portneuf (détaché de Saint-Raymond en 1899 sous le nom de Saint-Léonard-de-Port-Maurice; renommé Saint-Léonard-de-Portneuf en 1950[24])
- Saint-Marc-des-Carrières (détaché de Saint-Alban, Saint-Joseph-de-Deschambault et Saint-Charles-des-Grondines en 1918[25])
- Saint-Raymond (municipalité de village puis de ville; détaché de Saint-Raymond-Nonnat en 1898; les deux municipalités, ville et paroisse, sont fusionnées en 1994[26])
- Saint-Raymond (municipalité de paroisse; créé en 1855 sous le nom de Saint-Raymond-Nonnat; renommé Saint-Raymond en 1958; les deux municipalités, ville et paroisse, sont fusionnées en 1994[26])
- Saint-Rémi-du-Lac-aux-Sables (détaché de Notre-Dame-des-Anges-de-Montauban, Saint-Casimir et Saint-Ubalde en 1899; renommé Lac-aux-Sables en 1983[27])
- Saint-Thuribe (détaché de Saint-Casimir en 1898[28])
- Saint-Ubalde (détaché de Saint-Casimir en 1873; la municipalité de village s'en détache en 1920; les deux sont réunies à nouveau en 1973[29])
- Shannon (détaché de Sainte-Catherine-de-Fossambault en 1947[30])

## Formation
Le comté de Portneuf comprenait lors de sa formation les paroisses de Saint-Casimir, Grondines, Deschambault, Cap-Santé, Saint-Basile, Saint-Raymond, Sainte-Catherine, Les Écureuils, Pointe-aux-Trembles, Saint-Augustin, Saint-Alban ainsi que les cantons de Gosford, d'Alton, de Roquemont, de Mantauban et de Colbert.